# Salezjańskie Muzeum w Czerwińsku nad Wisłą
Salezjańskie Muzeum w Czerwińsku nad Wisłą – muzeum z siedzibą w Czerwińsku nad Wisłą (powiat płoński). Placówka jest prowadzona przez księży salezjanów, a jego siedzibą są pomieszczenia pochodzącego z XII wieku klasztoru kanoników regularnych, którym salezjanie zarządzają od 1923 roku.
Muzeum powstało w 1976 roku z inicjatywy ks. Zbigniewa Malinowskiego. W ramach wystawy prezentowane są eksponaty, przywiezione przez członków zgromadzenia z krajów misyjnych oraz pamiątki po kardynale Auguście Hlondzie. Część zbiorów znajduje się w sanktuarium Matki Bożej Pocieszenia, tworząc lapidarium.
Zwiedzanie muzeum odbywa się po uprzednim uzgodnieniu z opiekunami zbiorów, za wstęp pobierana jest dobrowolna ofiara.